# FK Baku
FK Baku är en azerbajdzjansk fotbollsklubb från huvudstaden Baku och grundades 1997. Laget spelar på Tofik Bakhramov Stadium som tar cirka 30 000 åskådare vid fullsatt. Klubben har vunnit den inhemska ligan två gånger (2005/2006 och 2008/2009) och den inhemska cupen tre gånger (2004/2005, 2009/2010 och 2011/2012).